# Voulez-Vous
Voulez-Vous je šesté studiové album švédské hudební skupiny ABBA, vydané 23. dubna 1979 ve Švédsku, první nahrané přímo ve stockholmských studiích Polar Music a jediné v historii kapely, které zahrnuje studiový doprovod částečně natočený mimo švédské území.
Na kompaktním disku album poprvé vyšlo v roce 1984. Celkově bylo třikrát digitálně remasterováno, a to v letech 1997, 2001 a 2005, tehdy jako součást box setu The Complete Studio Recordings. V roce 2010 bylo opět nově remasterováno a vydáno v deluxe verzi s bonusem v podobě DVD.

## Seznam skladeb na LP
Všechny písně napsali a složili Benny Andersson & Björn Ulvaeus.
Strana A
1. As Good as New – 3:24
2. Voulez-Vous – 5:09
3. I Have a Dream – 4:45
4. Angeleyes – 4:23
5. The King Has Lost His Crown – 3:35

Strana B
1. Does Your Mother Know – 3:15
2. If It Wasn't for the Nights – 5:11
3. Chiquitita – 5:27
4. Lovers (Live a Little Longer) – 3:31
5. Kisses of Fire – 3:23

(P) 1979 Polar Music International AB, Stockholm

## Seznam skladeb na CD
VOULEZ-VOUS – DELUXE EDITION (CD + DVD) [2010]

Všechny písně napsali a složili Benny Andersson & Björn Ulvaeus.

DISC 01: CD
1. As Good As New – 3:24
2. Voulez-Vous – 5:09
3. I Have A Dream – 4:45
4. Angeleyes – 4:23
5. The King Has Lost His Crown – 3:35
6. Does Your Mother Know – 3:15
7. If It Wasn´t For The Nights – 5:11
8. Chiquitita – 5:27
9. Lovers (Live A Little Longer) – 3:31
10. Kisses Of Fire – 3:23

Bonusové skladby:
1. Summer Night City (Původní dlouhá verze) – 4:21
2. Lovelight – 3:49
3. Gimme! Gimme! Gimme! (A Man After Midnight) – 4:51
4. Dream World (kompletní verze) – 3:39
5. Voulez-Vous (dlouhá propagační verze US 1979) – 6:11

DISC 02: DVD
1. ABBA In Switzerland (BBC Television Special)
2. Chiquitita (Music For UNICEF)
3. I Have A Dream (Extended Promo)
4. If It Wasn't For The Nights (Mike Yarwod Christmas Show, BBC)
5. Chiquitita (ABBA Snowtime, BBC)
6. Björn & Benny Interview (Multi-Coloured Swap Shop, BBC)
7. Greatest Hits Vol. 2 (Television Commercial I)
8. Greatest Hits Vol. 2 (Television Commercial II)
9. International Sleeve Gallery

Album Voulez-Vous bylo vydáno v roce 2008 jako součást box setu The Albums bez dalších bonusových skladeb.

## Singly
1. Chiquitita/Lovelight1 (leden 1979)
2. Does Your Mother Know/Kisses of Fire (duben 1979)
3. Voulez-Vous (ve formě singlu)/Angel Eyes (červenec 1979)
4. Angeleyes/Voulez-Vous (ve formě singlu) (červenec 1979)
5. As Good as New/I Have a Dream (francouzská verze) (1979)
6. Gimme! Gimme! Gimme! (A Man After Midnight)1/The King Has Lost His Crown (říjen 1979)
7. I Have a Dream/Take a Chance on Me (live)1 (prosinec 1979)

- 1Skladby nepocházejí z alba Voulez-Vous

Ve Spojeném království bylo sedm z deseti písní alba vydáno ve formě singlů, což je druhý největší počet ze všech desek skupiny.

## Obsazení
ABBA
- Benny Andersson – syntetizátor, klávesy, zpěv
- Agnetha Fältskog – zpěv
- Anni-Frid Lyngstadová – zpěv
- Björn Ulvaeus – kytara, bandžo, zpěv

Další obsazení
- Rolf Alex – bubny
- Ola Brunkert – bubny
- Lars Carlsson – trubka
- Anders Eljas – trubka
- Joe Galdo – bubny
- Malando Gassama – perkuse
- Rutger Gunnarsson – basová kytara
- Paul Harris – piáno
- Janne Kling – vítr
- Nils Landgren – trombón
- Ish Ledesma – kytara
- Roger Palm – bubny
- Halldor Palsson – tenor saxofon
- Arnold Paseiro – basová kytara
- Jan Risberg – hoboj
- Janne Schaffer – kytara
- Johan Stengård – tenor saxofon
- Åke Sundqvist – perkuse
- George Terry – kytara
- Mike Watson – basová kytara
- Lasse Wellander – kytara
- Kajtek Wojciechowski – tenor saxofon

## Produkce
- producenti: Benny Andersson & Björn Ulvaeus
- aranžmá: Benny Andersson & Björn Ulvaeus
- inženýr: Michael B. Tretow
- aranžmá smyčců: Anders Eljas & Rutger Gunnarsson
- obal: Rune Söderqvist
- fotografka: Ola Lager
- Remastering 1997 provedli Jon Astley a Tim Young spolu s Michaelem B. Tretowem
- Remastering 2001 provedli Jon Astley s Michaelem B. Tretowem
- Remastering 2005 provedl ve Studiu Recordings Box Set Henrik Jonsson

## Hitparády
Album
| Rok  | Země/Hitparáda                     | Pořadí |
| ---- | ---------------------------------- | ------ |
| 1979 | Billboard 200 – USA                | 19     |
| 1979 | RPM albums – Kanada                | 6      |
| 1979 | CRIA albums – Kanada               | 4      |
| 1979 | UK                                 | 1      |
| 1979 | Rakousko                           | 2      |
| 1979 | Norsko                             | 1      |
| 1979 | Nový Zéland                        | 2      |
| 1979 | Austrálie                          | 5      |
| 1979 | International Album Chart – Mexiko | 1      |
| 1979 | Švédsko                            | 1      |

Singly – severní Amerika
| Rok  | Singl                 | Hitparáda                          | Pořadí |
| ---- | --------------------- | ---------------------------------- | ------ |
| 1979 | Does Your Mother Know | Billboard Hot 100 – USA            | 19     |
| 1979 | Does Your Mother Know | Billboard Adult Contemporary – USA | 41     |
| 1979 | Voulez-Vous           | Billboard Hot 100                  | 80     |
| 1979 | Voulez-Vous           | Billboard Adult Contemporary       | 40     |
| 1979 | Angeleyes             | Billboard Hot 100                  | 64     |
| 1979 | Angeleyes             | Billboard Adult Contemporary       | 37     |
| 1979 | Chiquitita            | Billboard Hot 100                  | 29     |
| 1979 | Chiquitita            | Billboard Adult Contemporary       | 15     |
| 1979 | Does Your Mother Know | RPM singles – Canada               | 12     |
| 1979 | Does Your Mother Know | RPM Adult Contemporary – Kanada    | 2      |
| 1979 | Does Your Mother Know | CRIA singles – Kanada              | 8      |
| 1979 | Voulez-Vous/Angeleyes | RPM singles                        | 42     |
| 1979 | Voulez-Vous/Angeleyes | CRIA singles                       | 39     |
| 1979 | Chiquitita            | RPM singles                        | 36     |
| 1979 | Chiquitita            | RPM Adult Contemporary             | 14     |
| 1979 | Chiquitita            | CRIA singles                       | 17     |
| 1980 | I Have a Dream        | RPM Adult Contemporary             | 1      |

Singles – Music Week (Spojené království)
| Rok  | Singl                                         | Pořadí | Počet týdnů v hitparádě |
| ---- | --------------------------------------------- | ------ | ----------------------- |
| 1979 | I Have A Dream                                | 2      | 10                      |
| 1979 | Does Your Mother Know                         | 4      | 9                       |
| 1979 | Angeleyes b/w Voulez-Vous                     | 3      | 11                      |
| 1979 | Gimme!, Gimme!, Gimme! (A Man After Midnight) | 3      | 12                      |
| 1979 | Chiquitita                                    | 2      | 9                       |

Singly – Norsko
| Rok  | Singl                                         | Pořadí | Počet týdnů v hitparádě |
| ---- | --------------------------------------------- | ------ | ----------------------- |
| 1978 | Summer Night City                             | 3      | 10                      |
| 1979 | Chiquitita                                    | 4      | 17                      |
| 1979 | Gimme!, Gimme!, Gimme! (A Man After Midnight) | 2      | 17                      |